# Parlamento Andino

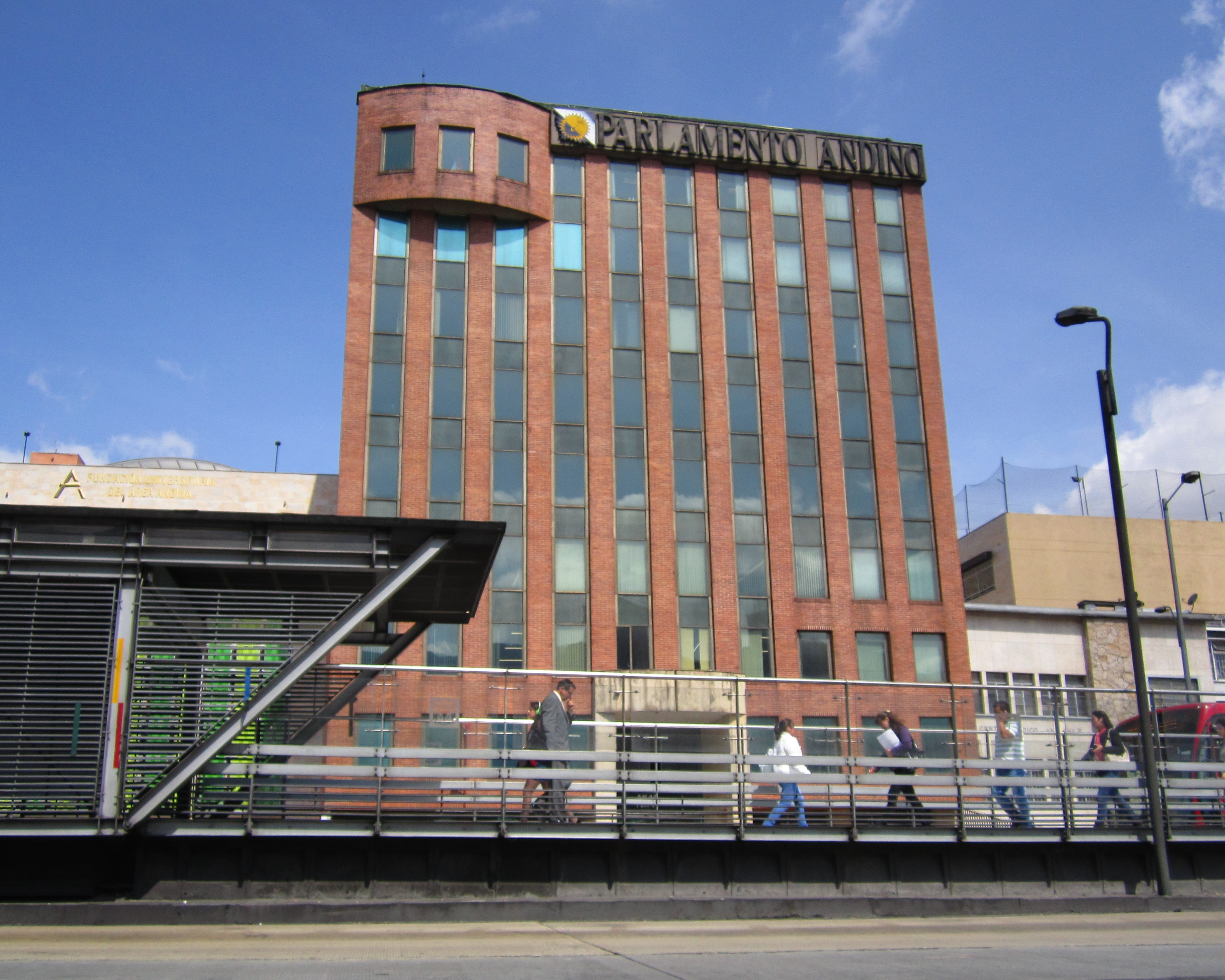
O Parlamento Andino

O Parlamento Andino é o órgão de controle da Comunidade Andina e representa os 120 milhões de habitantes da Comunidade. Foi criado em 25 de outubro de 1979 em La Paz, através do Tratado Constitutivo assinado pelos chanceleres da Bolívia, Colômbia, Equador, Peru e Venezuela. Entrou em vigência em Janeiro de 1984. A Venezuela abandonou a organização em 22 de abril de 2006. Tem sede em Bogotá (Colômbia), mas foi inicialmente administrado em Lima (Peru).

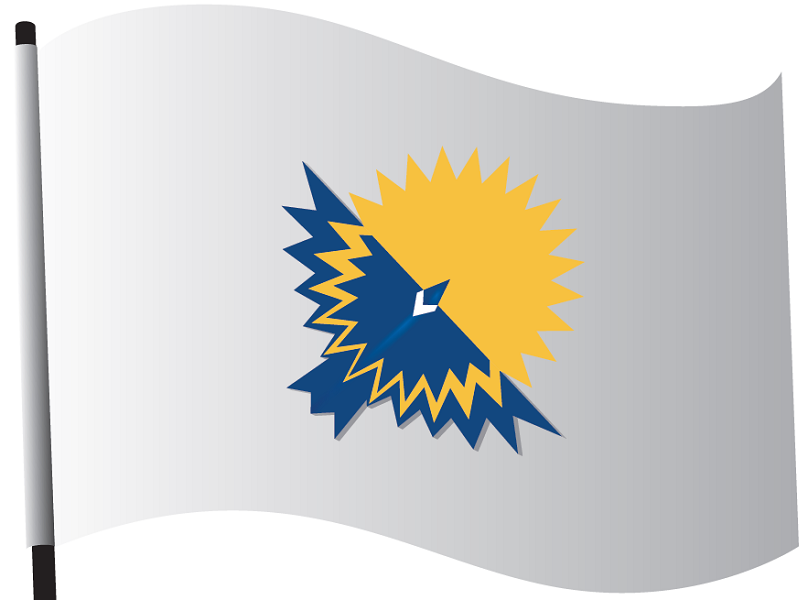
Bandeira de Parlamento Andino.